# Noord-Zuidlijn
| |                      |                                                  |                                                  |
| Spurweite: | 1435 mm (Normalspur) |                                                  |                                                  |
| |                      |                                                  |                                                  |
| \| \| \| Kehranlage Noord \| \| \| \| \| Noord \| \| \| \| \| Noorderpark \| \| \| \| \| \| \| \| \| \| Kehranlage Sixhaven \| Ausbau zum Bahnhof möglich \| \| \| \| IJ \| \| \| \| \| Centraal Station Anschl. M51, M53, M54 \| \| \| \| \| Open Havenfront \| \| \| \| \| Rokin \| \| \| \| \| Rokin \| \| \| \| \| Herengracht \| \| \| \| \| Keizersgracht \| \| \| \| \| Prinzengracht \| \| \| \| \| Vijzelgracht \| \| \| \| \| Lijnbaansgracht \| \| \| \| \| Singelgracht \| \| \| \| \| De Pijp \| \| \| \| \| Amstelkanaal \| \| \| \| \| Europaplein \| \| \| \| \| \| \| \| \| \| M50 Richtung Gein, M51 Richtung Centraal Station \| \| \| \| \| Station Zuid \| \| \| \| \| M50, M51 Richtung Isolatorweg \| \| |                      |                                                  |                                                  |
| U-Bahn-Betriebs-/Güterbahnhof Streckenanfang |                      | Kehranlage Noord                                 | Kehranlage Noord                                 |
| U-Bahn-Bahnhof |                      | Noord                                            | Noord                                            |
| U-Bahn-Haltepunkt / Haltestelle |                      | Noorderpark                                      | Noorderpark                                      |
| U-Bahn-Tunnelanfang |                      |                                                  |                                                  |
| U-Bahn-Dienststation / Betriebs- oder Güterbahnhof (im Tunnel) |                      | Kehranlage Sixhaven                              | Ausbau zum Bahnhof möglich                       |
| |                      | IJ                                               |                                                  |
| U-Bahn-Bahnhof (im Tunnel) |                      | Centraal Station Anschl. M51, M53, M54           | Centraal Station Anschl. M51, M53, M54           |
| |                      | Open Havenfront                                  |                                                  |
| U-Bahn-Haltepunkt / Haltestelle (im Tunnel) |                      | Rokin                                            | Rokin                                            |
| |                      | Rokin                                            |                                                  |
| |                      | Herengracht                                      |                                                  |
| |                      | Keizersgracht                                    |                                                  |
| |                      | Prinzengracht                                    |                                                  |
| U-Bahn-Haltepunkt / Haltestelle (im Tunnel) |                      | Vijzelgracht                                     | Vijzelgracht                                     |
| |                      | Lijnbaansgracht                                  |                                                  |
| |                      | Singelgracht                                     |                                                  |
| U-Bahn-Haltepunkt / Haltestelle (im Tunnel) |                      | De Pijp                                          | De Pijp                                          |
| |                      | Amstelkanaal                                     |                                                  |
| U-Bahn-Haltepunkt / Haltestelle (im Tunnel) |                      | Europaplein                                      | Europaplein                                      |
| U-Bahn-Tunnelende |                      |                                                  |                                                  |
| U-Bahn-Abzweig geradeaus und von links |                      | M50 Richtung Gein, M51 Richtung Centraal Station | M50 Richtung Gein, M51 Richtung Centraal Station |
| U-Bahn-Bahnhof |                      | Station Zuid                                     | Station Zuid                                     |
| U-Bahn-Strecke |                      | M50, M51 Richtung Isolatorweg                    | M50, M51 Richtung Isolatorweg                    |

Die Noord-Zuidlijn, auch Noord/Zuid-lijn, zu deutsch „Nord-Süd-Linie“, ist eine U-Bahn-Strecke der Metro Amsterdam. Sie wird von der Linie M52 bedient. Die Eröffnung fand am 21. Juli 2018 statt. Ihr Bau war aufgrund der bisherigen Geschichte der Metro sowie der komplizierten Anlage unter der historischen Innenstadt sehr kontrovers.

## Geschichte
Eine Nord-Süd-Linie existierte bereits im U-Bahn-Bauplan 1968, auf den sich die heutige Metro gründet. Allerdings wurde damals beschlossen, sie erst nach der heutigen Strecke der Linien M51, M53 und M54 zwischen Centraal Station und Amstelstation zu bauen, da sie mehr kosten würde und Bodensenkungen entstehen könnten. Aufgrund von Budgetüberschreitungen und großen gesellschaftlichen Widerständen, die sich unter anderem in den Streiks am Nieuwmarkt äußerten, wurde 1975 zunächst beschlossen, keine weiteren U-Bahn-Strecken mehr zu bauen. In den 1990er Jahren wurden die Pläne jedoch wiederbelebt, da sich die Tunnelbautechnik wesentlich weiterentwickelt hatte. Der Bau der Strecke wurde am 27. November 1996 vom Stadtrat beschlossen. Der erste Spatenstich fand am 22. April 2002 statt, die eigentlichen Bauarbeiten begannen 2003.
Die Linie M52 bedient die komplette Noord/Zuidlijn von Noord bis Station Zuid. Später könnte eine Verlängerung von Zuid bis zum Flughafen Schiphol entstehen. Ursprünglich war geplant eine zweite Linie – M58 – zwischen Noord und Amstelveen Westwijk als Verstärkung der Linien M51 und M52 einzusetzen. Jedoch soll die Autobahn A 10 im Bereich Zuid verbreitert werden, weshalb die Amstelveenlijn dann nicht mehr mit der Ring- bzw. Noord/Zuidlijn verbunden werden kann. Die Linie M58 wird daher wohl nicht zustande kommen.

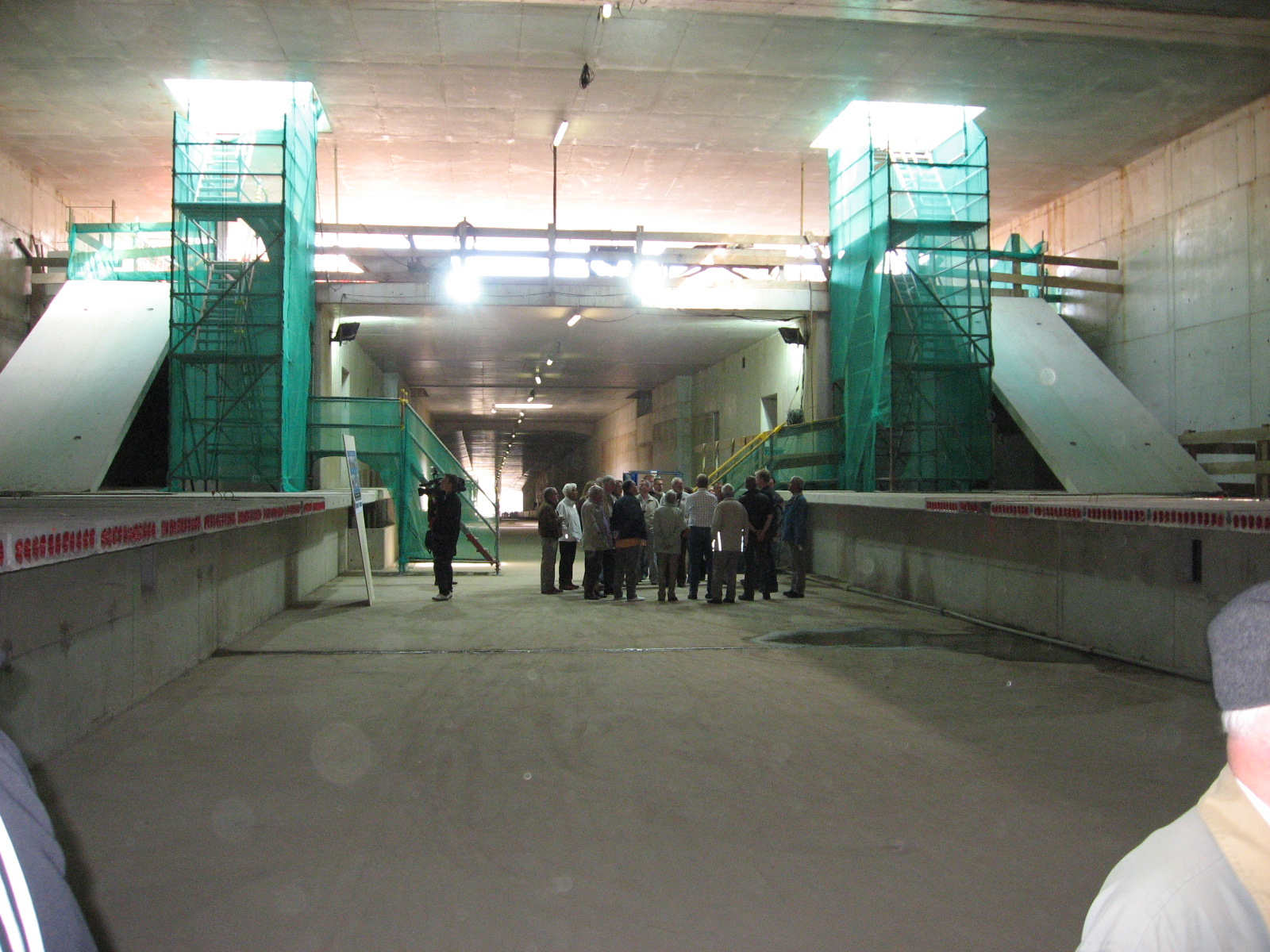
Rohbau der Station Europaplein
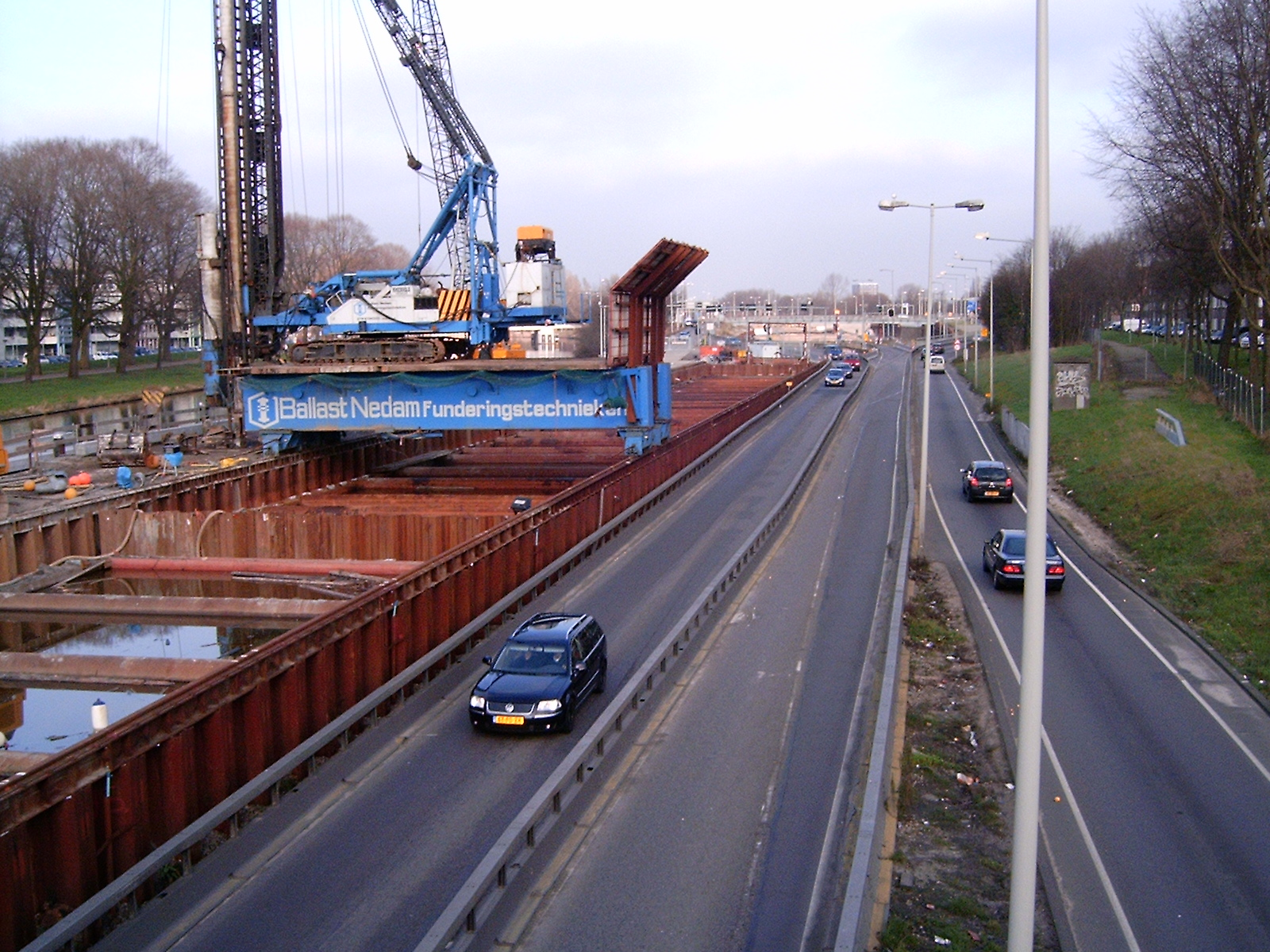
Bauarbeiten in Noorderpark
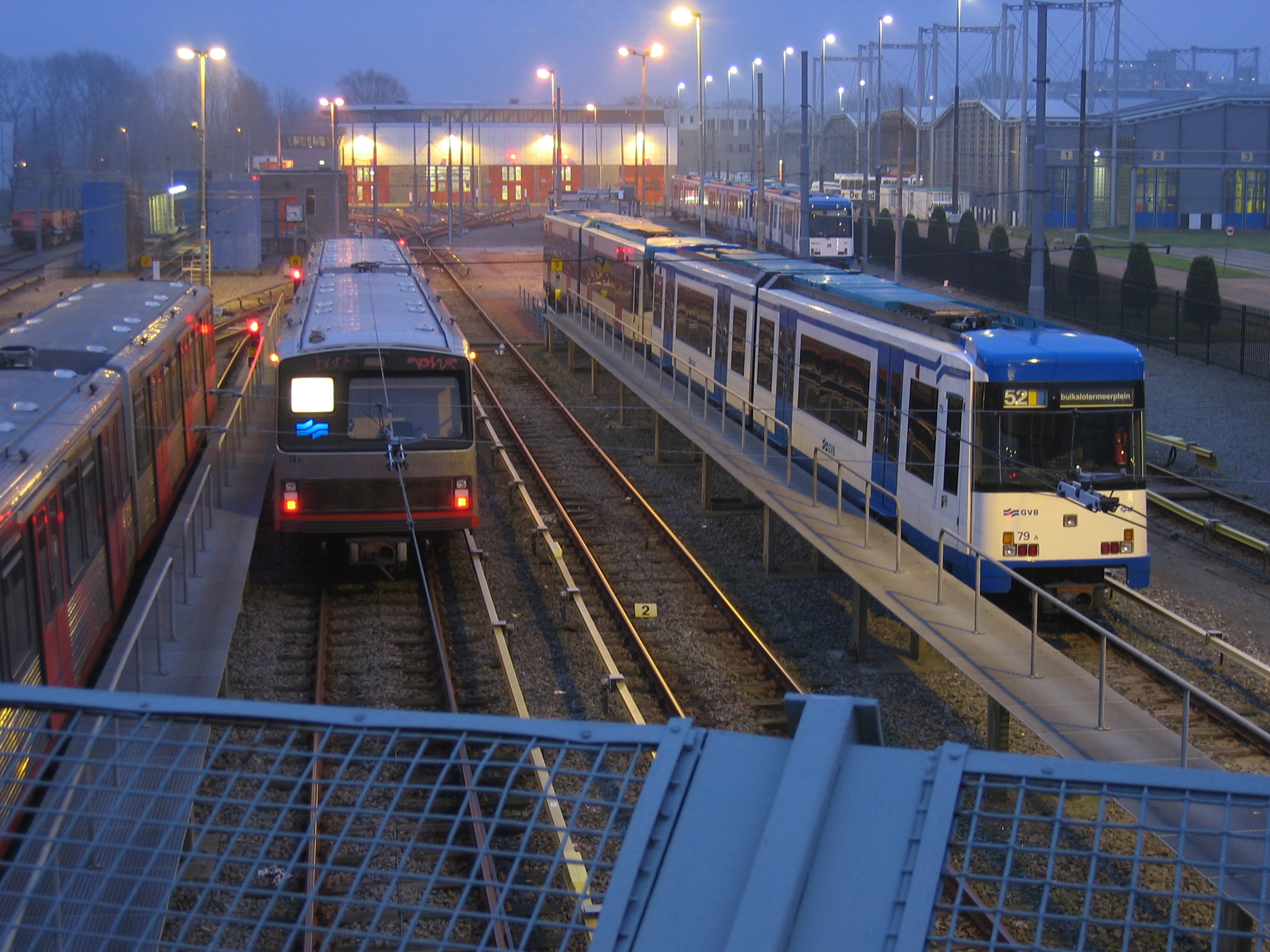
Zugzielanzeige zeigt bereits die Linie M52 an
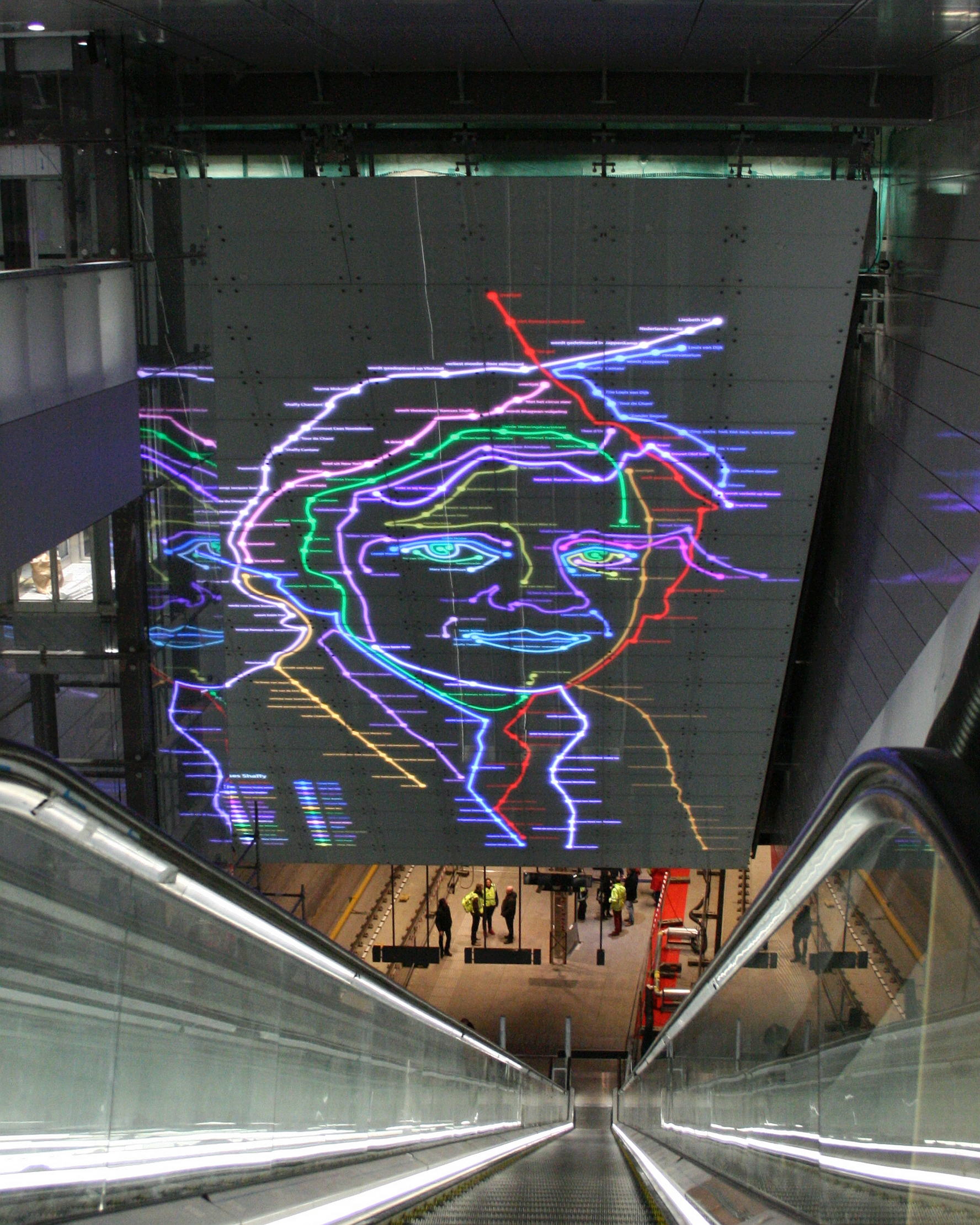
Kunst in der Station Vijzelgracht

## Betrieb
Mit Inbetriebnahme der Noord-Zuidlijn wurde das restliche Straßenbahn- und Busnetz stark umorganisiert. Grund war, dass man die Linien nach der neuen U-Bahn-Strecke ausrichten wollte. Die M52 ist damit ein Rückgrat des Amsterdamer Nahverkehrs und verkehrt hauptsächlich im 6-Minuten-Takt.